# Garanou
Garanou – miejscowość i gmina we Francji, w regionie Oksytania, w departamencie Ariège.
Według danych na rok 2010 gminę zamieszkiwały 174 osoby, a gęstość zaludnienia wynosiła 58 osoby/km².